# Neroberghotel

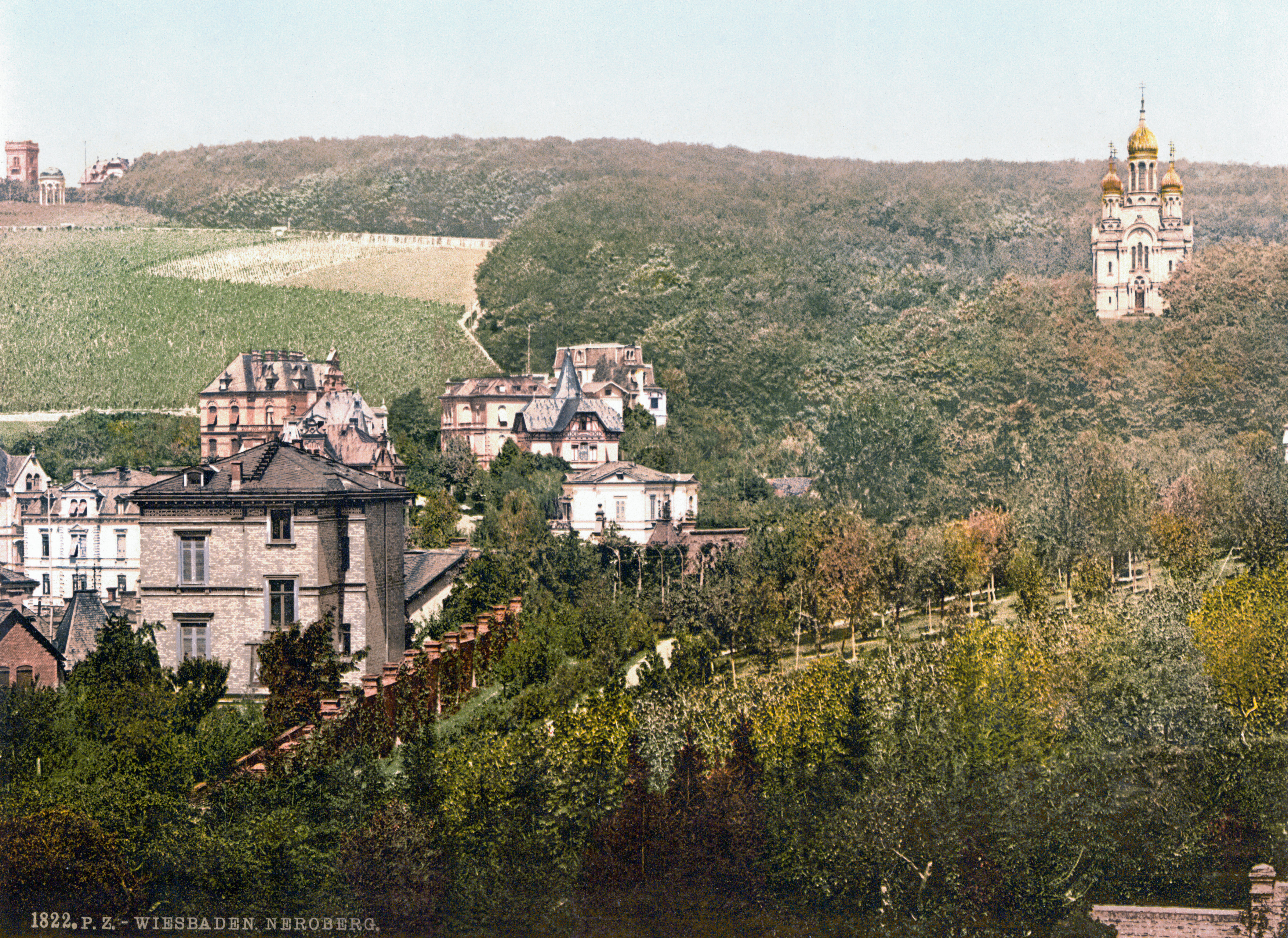
Neroberghotel (oben links – Panoramapostkarte aus dem späten 19./frühen 20. Jahrhundert)

Panorama vom Thurme des Nerobergs (360°), um 1900, Lithographie

Das Neroberghotel war ein Gastronomiebetrieb auf dem Neroberg in Wiesbaden. Er war sowohl in Umfang als auch in Nutzung mehrfach starken Veränderungen unterworfen.

## Geschichte

### 1881 bis 1945
1881 wurde auf dem Neroberg ein Restaurationsgebäude mit Biergarten errichtet, von dessen Terrasse aus man den Ausblick über ganz Wiesbaden genießen konnte. Schnell wurde diese Gaststätte zum beliebten Ziel von Ausflüglern und Touristen.
Nachdem sich die Gäste zunächst nur per Kutsche oder zu Fuß auf den Weg zum Wiesbadener Hausberg machen konnten, wurde 1888 durch den Bau der Nerobergbahn die Erreichbarkeit während der Sommermonate spürbar erleichtert.
1887 wurde mit der Erweiterung des Restaurationsgebäudes begonnen. Es entstanden zusätzlich ein etwa 15 Meter hoher Aussichtsturm und eine flache Wandelhalle, die in Nord-Süd-Richtung an den Turm grenzte. Das ursprüngliche Gebäude in Ost-West-Ausrichtung wurde mittels einer großzügigen Überdachung der Terrasse mit dem Neubau verbunden.

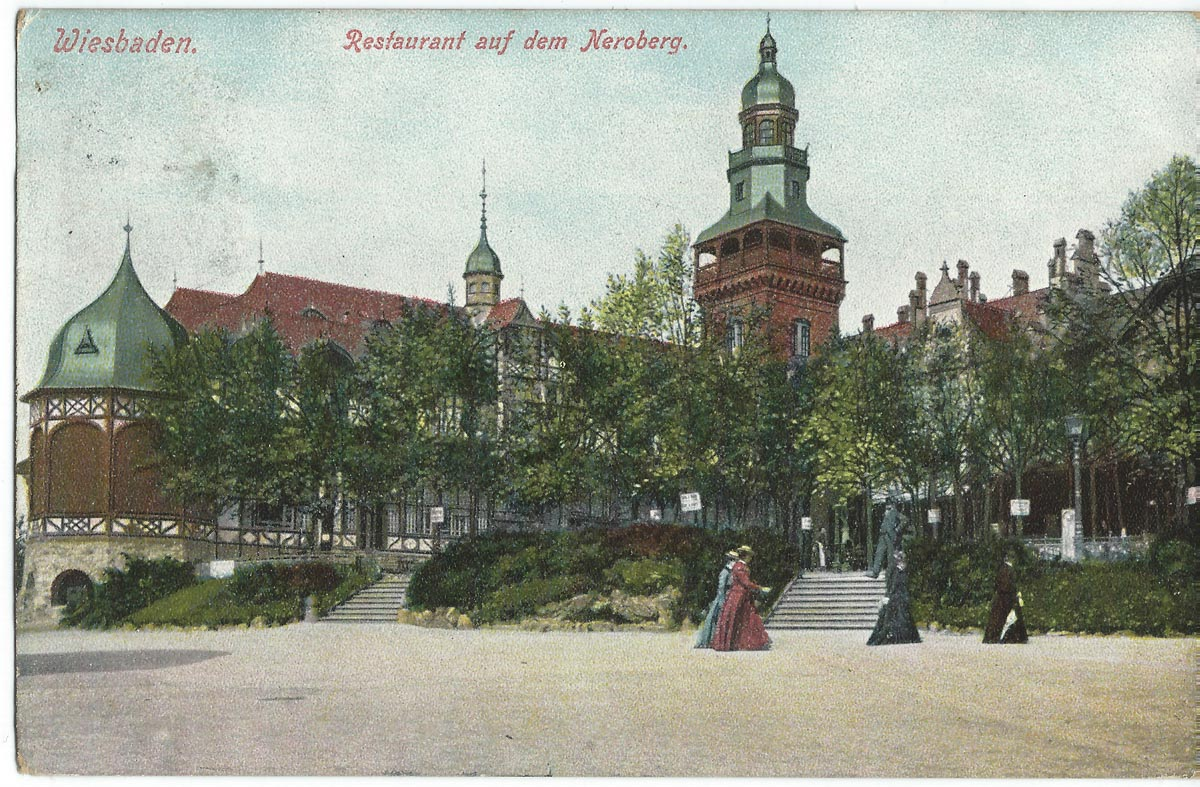
Postkarte um 1905

1897 wurde der Wiesbadener Stadtbaumeister Felix Genzmer mit der Erweiterung des Gebäudeensembles beauftragt. Im Stil des Späthistorismus schuf er bis 1899 ein repräsentatives Anwesen, das zukünftig neben dem bereits bestehenden Ausflugscafé, ein Luxushotel beherbergen sollte. Hierfür wurden die folgenden Baumaßnahmen ausgeführt:
Die Wandelhalle wurde mit einem zusätzlichen Geschoss überbaut, das großzügige Gästezimmer mit dazugehörigen Terrassen beherbergte und mit einem Glockendach samt passenden Dachgauben und -Giebeln versehen war.
Der 1881 errichtete Gebäudeteil wurde durch einen zweistöckigen Zwischenbau mit dem Turm verbunden, der neben weiteren Gästezimmern auch Speise- und Lesesäle sowie den Hoteleingang samt dazugehörigen Treppenhaus beinhaltete. Die ehemalige Wandelhalle diente fortan als Veranstaltungssaal, dessen Seiten um Veranden für das Ausflugscafé und einen Wintergarten für Hotelgäste erweitert wurden.

Blick vom Turm des Hotels, um 1912

Ein Musikpavillon für die Unterhaltung der Gäste wurde an der Südseite des Gebäudes integriert. Gekrönt wurde das aufgewertete Gebäude durch eine Erhöhung des Aussichtsturms auf die nahezu doppelte Höhe. Die schieferverkleidete Holzkonstruktion erlaubte nun von der oberen Ebenen einen Rundblick über die Baumwipfel um ganz Wiesbaden herum.
Ein ebenfalls neu errichtetes kleineres Nebengebäude diente als Wäscherei.
Im Jahr 1905 übernahm Wilhelm Cruciger die Bewirtschaftung des Neroberghotels. Mit Unterbrechungen lenkten er und sein Sohn 61 Jahre die Geschicke des Hauses. 1907 wurde das Hotel an das Stromnetz angeschlossen. In den folgenden Jahren fanden regelmäßige Umbauten und Modernisierungen statt. Den Ersten Weltkrieg überstand das Neroberghotel unbeschadet. Dessen Wirren folgte die Inflation; im Dezember 1923 zahlte der Hotelier eine Pacht von mehr als 34 Milliarden Mark.
Zu Beginn des Zweiten Weltkriegs wurde eine Wehrmacht-Einheit im Hotel einquartiert. 1944 wurde das Gebäude von der NSDAP für ein „Reichslager“ beschlagnahmt. Während des gesamten Krieges nutzten Flak-Soldaten den Turm zur Luftbeobachtung.

### 1945 bis 1965
Nach dem Zweiten Weltkrieg wurde das Neroberghotel für die deutsche Bevölkerung zum Sperrgebiet. Es diente – wie die anderen Luxushotels der Stadt – als Offizierskasino und Unterkunft für Offiziere und andere höhere Dienstgrade der US-Streitkräfte. Internationale Künstler wie Frank Sinatra traten während dieser Zeit auf der Bühne des Hauses auf.
Noch während der Nutzung durch die Amerikaner diente das äußerlich immer noch repräsentative Neroberghotel als Kulisse für Szenen des Films "Wenn der weiße Flieder wieder blüht", dessen Außenaufnahmen zu großen Teilen in Wiesbaden gedreht wurden.
Als das Gebäude 1956 an die Stadt zurückgegeben wurde, waren Räume und Inventar in einem äußerst schlechten Zustand. Sämtliches Mobiliar musste neu beschafft werden. Von den 42.000 Stück Porzellangeschirr waren nur 28 Teller übriggeblieben.
Vor der Neueröffnung mussten zunächst umfangreiche Sanierungs- und Renovierungsarbeiten durchgeführt werden. Auch in den Jahren nach der Wiedereröffnung wurden große Summen in Erneuerungsarbeiten investiert. Die Fassaden und Gebäudeteile wurden zum Teil vereinfacht wiederhergestellt oder fielen den baulichen Veränderungen ganz zum Opfer. Der ursprüngliche Fachwerk-Charakter des Gebäudes war danach nur noch in Teilen vorhanden.
Im Spätsommer 1965 wurde der Hotelbetrieb eingestellt. In den nächsten Jahren war – während der Sommermonate – nur noch das Café-Restaurant in Betrieb.

### 1974 bis 1986

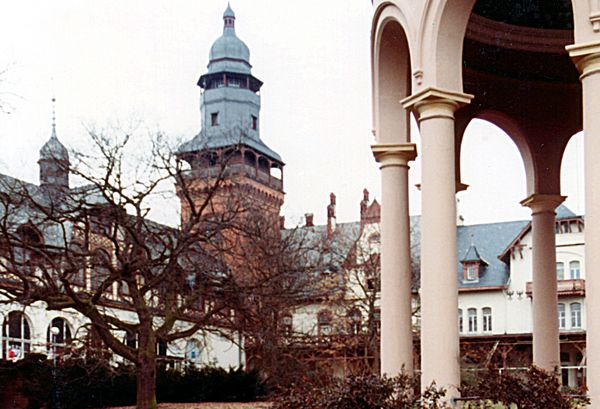
Neroberghotel 1983

Von 1970 bis 1974 nutzte das benachbarte Bundeskriminalamt (BKA) das Neroberghotel. Weithin sichtbares Merkmal waren zwei am Turm befestigte riesige Funkantennen.
Ab Januar 1975 startete ein zunächst auf ein Jahr befristeter Betrieb als Musiklokal, der nach großem Zuspruch von Künstlern und Bevölkerung, fortgesetzt wurde – bis im Sommer 1978 die Betreiber wegen angeblich nicht eingehaltener Auflagen die Kündigung erhielten.
Als „NERO Musikpalast“ bot das ehemalige Hotel ab 1979 Proberäume für Musikgruppen aus Wiesbaden und Umgebung und war gleichzeitig Veranstaltungsort für Konzerte und künstlerische Darbietungen aller musikalischen Stilrichtungen. Das Kellergewölbe diente einem Getränkelieferanten als Lager.
Zum Ende des Jahres 1983 schloss das traditionsreiche Gebäude für immer seine Pforten. Fortan – so wie auch schon in den zwei vorhergehenden Jahrzehnten seit Schließung des ganzjährigen Hotelbetriebs – blieb das leer stehende Gebäude Zankapfel verschiedener Interessengruppen und war weiterhin ein Politikum.
Von den verschiedenen Planungen zur künftigen Nutzung der Anlage, etwa als Altenwohnanlage, Schulzentrum für Computer-Fachleute oder als Planetarium, gelangte keines über das Entwurfsstadium hinaus. Die Planungen eines japanischen Investors, die weitreichende Eingriffe in den umgebenden Baumbestand zur Folge gehabt hätten, führten zur Ablehnung durch die Bevölkerung.
Ein durch die Stadt Wiesbaden geschlossener Vorvertrag über die mit großen baulichen Veränderungen verbundene Erweiterung zum Tagungshotel wurde später gekündigt.

### Brände und Abriss
Am 25. Mai 1986 brannte es zum ersten Mal in dem ehemaligen Hotel. Der 1881 errichtete Flügel musste komplett abgerissen werden; vom Verbindungsgebäude wurde der ebenfalls stark in Mitleidenschaft gezogene Dachstuhl abgetragen. Anschließend wurde ein Notdach über diesem Gebäudeteil errichtet.
Eine weitere Nutzung war durch die entstandenen Brand- und Löschwasserschäden nun in weite Ferne gerückt. Da das Gebäude unter Denkmalschutz stand, hätte ein Wiederaufbau nur als aufwändige, wirtschaftlich kaum tragbare Restaurierung bzw. Rekonstruktion erfolgen können.
Durch ein weiteres Feuer am Morgen des Fronleichnamstags 1989, auf den Tag genau drei Jahre nach dem ersten Brand, wurden weite Teile des Gebäudes in Schutt und Asche gelegt. Auch der hölzerne Aufbau des Aussichtsturms wurde ein Raub der Flammen.
Die Schäden an dem zusehends verfallenden Aushängeschild der Landeshauptstadt waren so stark, dass nur noch der Abriss der Gebäude blieb. Einzig der aus Stein gemauerte untere Teil des Turms blieb erhalten.

### Gegenwart

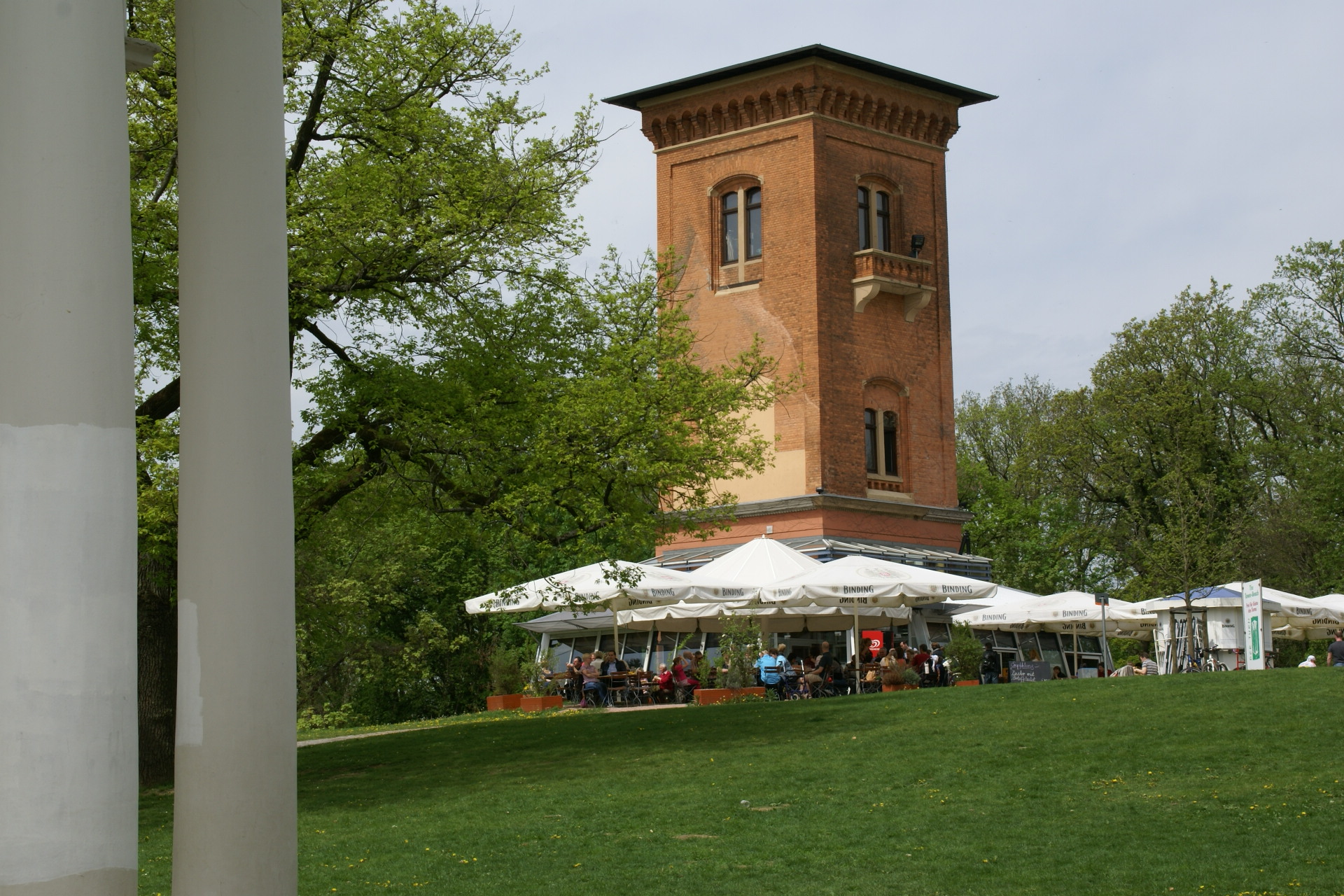
Turm mit Ausflugslokal, 2012

Das gesamte Gelände wurde umgestaltet. An den Rest des Turms wurde ein kleines Gebäude im modernen Stil angebaut, das als Ausflugslokal dient. Auf der Fläche des 1881 errichteten ersten Restaurationsgebäudes wurde mit der „Erlebnismulde“ eine Bühne für die Aufführung von Kleinkunst geschaffen.